# Arzu Çerkezoğlu
Arzu Çerkezoğlu (Şavşat, 11 d'agost de 1969) és una metgessa i sindicalista turca. Va ser la primera presidenta dona de DİSK (Devrimci İşçi Sendikaları Konfederasyonu - Confederació dels Sindicats d'Obrers Revolucionaris), un dels conglomerats més grans de les organitzacions sindicals de Turquia. Quan va ser elegida presidenta, el 29 de maig de 2018, era Secretaria General de la DİSK des de feia 5 anys, i també havia estat la primera dona a ocupar aquest càrrec. És patologa de professió.